# Guillaume Guillon Lethière
Guillaume Guillon Lethière (født 10. januar 1760 på Guadeloupe, død 22 april 1832 i Paris) var en fransk maler. 
Lethière, der var elev af Doyen, var en i sin tid særdeles anset historiemaler, i hvis stærkt søgte atelier en mængde kunstnere uddannedes i klassisk maleri efter de Davidske formler. Hans Brutus dømmer sine sønner til døden (1801), i hvis nøgne skikkelser man mærker studierne efter romerske skulpturer, vandt stort bifald, vel også på grund af dets republikanske tendenser; et billede af lignende åndsindhold (ligesom det forrige nu i Louvres samlinger) er Virginias død, der først udstilledes 1831 og da i sit klassicistiske tilsnit stak stærkt af mod de nyere kunstretninger. Lethière var 1811—20 direktør for det franske Akademi i Rom, 1825 blev han professor ved École des beaux-arts. Billeder af ham findes i Versailles, museer i Amiens (Aeneas og Dido 1819), Bordeaux (Den hellige Ludvig besøger en pestsyg 1822) og andre steder.